# Пивнова
Пивнова — деревня в Тобольском районе Тюменской области, входит в состав Ушаровского сельского поселения.
Находится на берегу реки Иштаманка.
В 1931 году появился колхоз «Знамя Победы».

## Население
| 2010 |
| ---- |
| 21   |